# Сава Ковачевић (Земун)
Сава Ковачевић је градско насеље у Београду, које се налази на територији општине Земун.

## Локација
Насеље Сава Ковачевић се налази у централном делу Земуна. Насеље се простире између улица Драгана Ракића (на северу), Саве Ковачевића (на истоку), Првомајске (на југу) и Драгана Ракића (на западу). У насељу се налазе и облакодери у Охридској улици. Граничи се са насељима Горњи Град на северу, Сутјеска на западу и Калварија на југу.

## Карактеристике
Сава Ковачевић је стамбено насеље, са популацијом од 12.374 становника по попису из 2002. године. Близу насеља налази се и топлана.
Име је добило по Сави Ковачевићу, народном хероју из Другог светског рата. Занимљиво је да у Београду постоји још једно насеље које носи исто име, а налази се у Крњачи, у општини Палилула.